# Dióxido de torio
El dióxido de torio (óxido de torio (IV)), es un óxido de torio que tiene fórmula química ThO2. Es un sólido cristalino, a menudo de color blanco o amarillo. Se produce principalmente como un subproducto de la producción de lantánidos y uranio.
La forma mineralógica de dióxido de torio es la torianita. Es moderadamente raro y cristaliza en un sistema isométrico. El punto de fusión del óxido de torio es 3300 °C: el más alto de todos los óxidos conocidos. Solo unos pocos elementos (incluidos el tungsteno y el carbono) y algunos compuestos (incluido el carburo de tantalio) tienen puntos de fusión más altos. Todos los compuestos de torio son radiactivos porque no hay isótopos de torio estables.

## Estructura
El dióxido de torio existe como dos polimorfos. Uno tiene una estructura de cristal de fluorita. Esto es poco común entre los dióxidos binarios. Otros óxidos binarios con estructura de fluorita incluyen: dióxido de cerio, dióxido de uranio y dióxido de plutonio.  La brecha energética del dióxido de torio es de aproximadamente 6 eV. También se conoce una forma tetragonal.

## Reacciones
El dióxido de torio es más estable que el monóxido de torio (ThO). La combustión simple de torio en presencia de aire produce dióxido de torio. Sin embargo, la ablación láser al torio en presencia de oxígeno da monóxido. Además, la exposición de una película delgada de torio al oxígeno a baja presión y a temperatura media forma una capa de monóxido de torio que crece rápidamente bajo un recubrimiento superficial más estable del dióxido.
A temperaturas extremadamente altas, el dióxido de torio puede convertirse en monóxido ya sea por una reacción de conmutación (alcanza el equilibrio de estados de oxidación con el torio metálico líquido) por encima de 1850 K (1580 °C) o por simple disociación (desprendimiento de oxígeno) por encima de 2500 K (2230 °C).
{\displaystyle {\ce {ThO2 + Th(I) <=> 2ThO}}}
{\displaystyle {\ce {2ThO2 -> 2ThO + O2}}}

## Aplicaciones
La alta estabilidad térmica del dióxido de torio permite aplicaciones en proyección térmica con llama y cerámica de alta temperatura.

### Combustibles nucleares
El dióxido de torio (toria) se puede usar en reactores nucleares como gránulos de combustible cerámico, típicamente contenidos en barras de combustible nuclear revestidas con aleaciones de circonio. El torio no es fisionable (pero es "fértil", ya que por medio de un bombardeo de neutrones se puede generar uranio-233); por lo tanto, puede usarse como combustible de reactor nuclear junto con isótopos fisionables de uranio o plutonio. Esto se puede lograr mezclando torio con uranio o plutonio, o usándolo en su forma pura junto con barras de combustible separadas que contienen uranio o plutonio. El dióxido de torio ofrece ventajas sobre las pastillas de combustible de dióxido de uranio convencionales, debido a su mayor conductividad térmica (temperatura de funcionamiento más baja), punto de fusión considerablemente más alto y estabilidad química (no se oxida en presencia de agua/oxígeno, a diferencia del dióxido de uranio).

### Aleaciones
El dióxido de torio se usa como estabilizador en electrodos de tungsteno en soldadura TIG, tubos de electrones y motores de aviones. Como aleación, el metal de tungsteno toriado no se deforma fácilmente porque el dióxido de torio, material de alta fusión, aumenta las propiedades mecánicas de alta temperatura, y el torio ayuda a estimular la emisión de electrones (termo-iones). Es el aditivo de óxido más popular debido a su bajo costo, pero se está eliminando gradualmente a favor de elementos no radiactivos como el cerio, el lantano y el circonio.
El níquel disperso en dióxido de torio encuentra sus aplicaciones en varias operaciones de alta temperatura, como los motores de combustión, porque el material resultante es resistente a la fluencia. También se puede usar para atrapar hidrógeno.

### Catálisis
El dióxido de torio casi no tiene valor como catalizador comercial, pero tales aplicaciones han sido bien investigadas. Es un catalizador en la síntesis de anillo grande de Ruzicka donde un ácido dicarboxílico se convierte en una cetona. Otras aplicaciones que se han explorado incluyen el craqueo de petróleo, la conversión de amoníaco en ácido nítrico y la preparación de ácido sulfúrico.

### Agentes de radiocontraste
El dióxido de torio fue el ingrediente principal en Thorotrast, un agente de radiocontraste usado en angiografía cerebral, sin embargo, se relacióno con el angiosarcoma hepático muchos años después de la administración. Es reemplazado con medio de contraste yodado o suspensión de sulfato de bario como agentes de contraste de rayos X estándar.

### Camisa incandescente
Fue usado en la camisa incandescente de las linternas desarrolladas por Carl Auer von Welsbach en 1890, que están compuestas por 99 por ciento de ThO2 y 1 % de óxido de cerio (IV). Incluso ya en la década de 1980, se estimaba que aproximadamente la mitad del ThO2 producido (varios cientos de toneladas por año) se usaba para este propósito. Algunos mantos todavía usan torio, pero el óxido de itrio (o a veces óxido de circonio) se usa cada vez más como reemplazo.

### Fabricación de vidrio

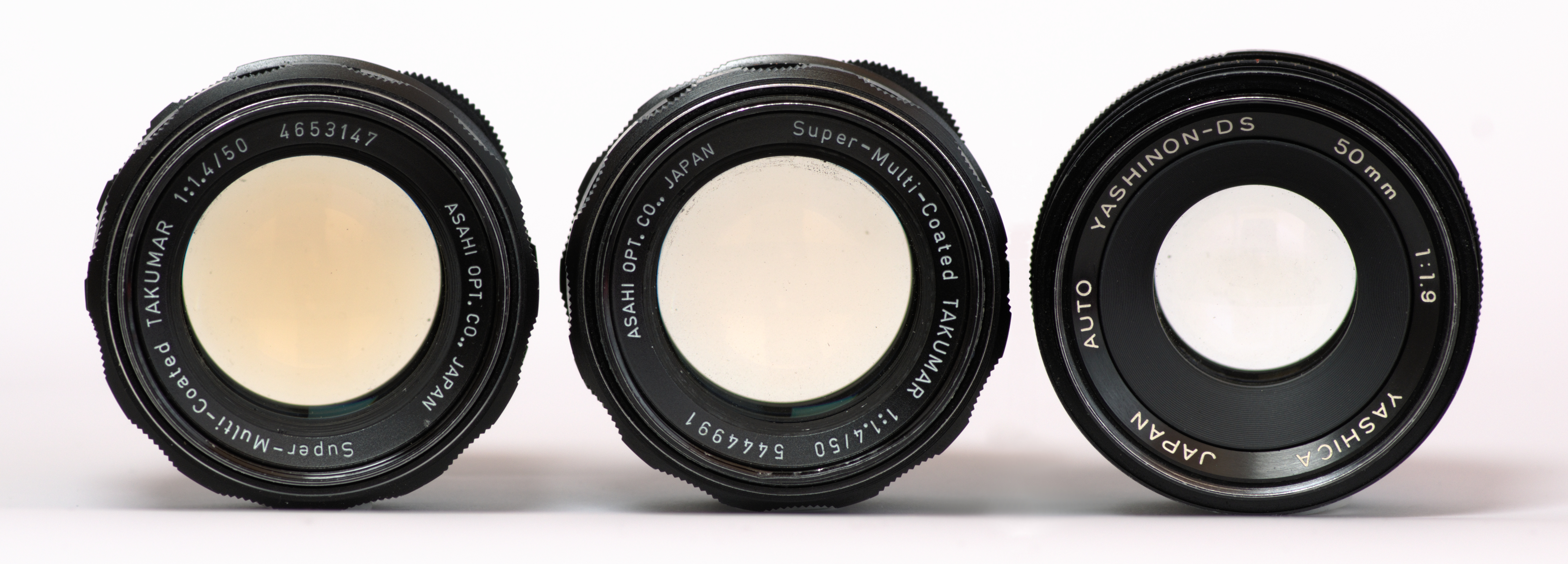
Lentes de dióxido de torio. El primero, se volvió amarillento (izquierda), una lente similar tratada con radiación ultravioleta (centro) y lente que aún no se volvió amarillento (derecha)

Cuando se agrega al vidrio, el dióxido de torio ayuda a aumentar su índice de refracción y disminuir la dispersión. Tal vidrio encuentra aplicación en lentes de alta calidad para cámaras e instrumentos científicos.
La radiación de estos lentes a lo largo de años puede oscurecerlos y volverlos amarillos y degradar la película, pero los riesgos para la salud son mínimos. Estas lentes amarillentas pueden restaurar su estado incoloro por medio de una exposición prolongada a radiación ultravioleta intensa.
Con el pasar del tiempo el dióxido de torio ha sido reemplazado por óxidos de tierras raras como el óxido de lantano en casi todos los vidrios modernos de alto índice, ya que proporcionan efectos similares y no son radiactivos.